# Culex originator
Culex originator é um espécie de mosquito do género Culex, pertencente à família Culicidae.